# Concilio de Nicea I
El concilio de Nicea I (o Primer concilio de Nicea) fue un sínodo de obispos cristianos que tuvo lugar entre el 20 de mayo y el 19 de junio de 325 en la ciudad de Nicea de Bitinia (actualmente, Turquía) en el Imperio romano. El concilio fue convocado por el emperador romano Constantino I, presidido por el obispo Osio de Córdoba, y es considerado el primero de los siete primeros concilios ecuménicos de la cristiandad, por lo que su contenido es aceptado tanto por católicos, ortodoxos, ortodoxos orientales, luteranos, anglicanos, reformados y algunos evangélicos modernos.
Sus principales logros fueron el arreglo de la cuestión cristológica de la naturaleza del Hijo de Dios y su relación con Dios Padre, la construcción de la primera parte del Símbolo niceno (primera doctrina cristiana uniforme), el establecimiento del cumplimiento uniforme de la fecha de la Pascua, y la promulgación del primer derecho canónico. Las fuentes primarias para el estudio del Concilio están reunidas en Fontes Nicaenae Synodi.

## Convocatoria
El emperador Constantino I, convertido al cristianismo, acordó en 313 con el otro emperador Licinio en el «Edicto de Milán» completar el Edicto de tolerancia de Serdica del emperador Galerio de dos años antes, que puso fin a las persecuciones a los cristianos en el Imperio romano, y así asegurar a los cristianos la libertad para reunirse y practicar su culto. Años después se enfrentó a Licinio, que dominaba la parte oriental del Imperio, y lo derrotó en 323. Constantino era consciente de las numerosas divisiones que existían en el seno del cristianismo, por lo que, siguiendo la recomendación de un sínodo dirigido por Osio de Córdoba en ese mismo año, decidió convocar un concilio ecuménico de obispos en la ciudad de Nicea, donde se encontraba el palacio imperial de verano. Esta ciudad hoy es llamada en turco İznik y forma parte de la provincia de Bursa en Turquía. El propósito de este concilio era establecer la paz religiosa y construir la unidad de la Iglesia. Teodoreto de Ciro, lo narra así en su Historia eclesiástica, que continúa la obra homónima de Eusebio de Cesarea:

El Emperador, que era un príncipe lleno de sabiduría, no se enteró pronto de estos cambios y trató de detenerlos en su nacimiento. Con este propósito envió a Alejandría a un hombre de rara prudencia en las letras, para que apaciguara las disputas y uniera a la gente; pero, no habiendo tenido este viaje el éxito que esperaba, convocó el tan célebre Concilio de Nicea y permitió que los obispos marcharan allí en públicos caballos y mulas. Cuando todos los que pudieron soportar la fatiga del viaje lograron llegar, el Emperador mismo fue allí, tanto para ver una gran asamblea de prelados como para restablecer la inteligencia perfecta entre ellos. Ordenó que se les proveyera de todo lo necesario y se encontraron en número de trescientos dieciocho obispos. El de Roma no estaba allí, por su gran edad. Eran muchos los que habían recibido de Dios los mismos dones que los Apóstoles, y muchos los que, como el divino Pablo, llevaban impresas en el cuerpo las marcas del Señor. Santiago, obispo de Antioquía de Migdonia, a quien los sirios y asirios llaman Nisibis, resucitó a los muertos y realizó otros muchos milagros, que creo inútil relatar en esta Historia, porque ya la he contado en otra que se titula Philothea. Pablo, obispo de Neocesárea, baluarte cercano al Éufrates, había sentido los efectos de la furia de Licinio perdiendo el uso de sus manos, porque los nervios que les dan movimiento habían sido quemados con un hierro candente. Había otros a los que les habían arrancado el ojo derecho, y otros a los que les habían cortado el corvejón. Pafnucio de Egipto fue uno de los primeros. En fin, fue esta una asamblea de mártires. Pero esta asamblea, tan famosa, no dejó de llenarse de varias personas divididas entre sí por diferentes sentimientos. Había un número muy reducido de ellos que no eran menos peligrosos que los arrecifes escondidos bajo el mar, y que secretamente favorecían los errores de Arrio...
Teodoreto de Ciro

Uno de los propósitos del concilio fue resolver los desacuerdos surgidos dentro de la Iglesia de Alejandría sobre la naturaleza del Hijo en su relación con el Padre: en particular, si el Hijo había sido "engendrado" por el Padre desde su propio ser, y por lo tanto no tenía principio, o bien creado de la nada, y por lo tanto tenía un principio. Alejandro de Alejandría y su discípulo y sucesor Atanasio de Alejandría tomaron la primera posición, mientras que el popular presbítero Arrio, de quien procede el término arrianismo, tomó la segunda. En aquellos momentos esa era la cuestión principal que dividía a los cristianos. Alejandro y Atanasio defendían que Jesús tenía una doble naturaleza, humana y divina, y que por tanto Cristo era verdadero Dios y verdadero hombre; en cambio, Arrio y el obispo Eusebio de Nicomedia afirmaban que Cristo había sido la primera creación de Dios antes del inicio de los tiempos, pero que, habiendo sido creado, no era Dios mismo.

## Asistentes

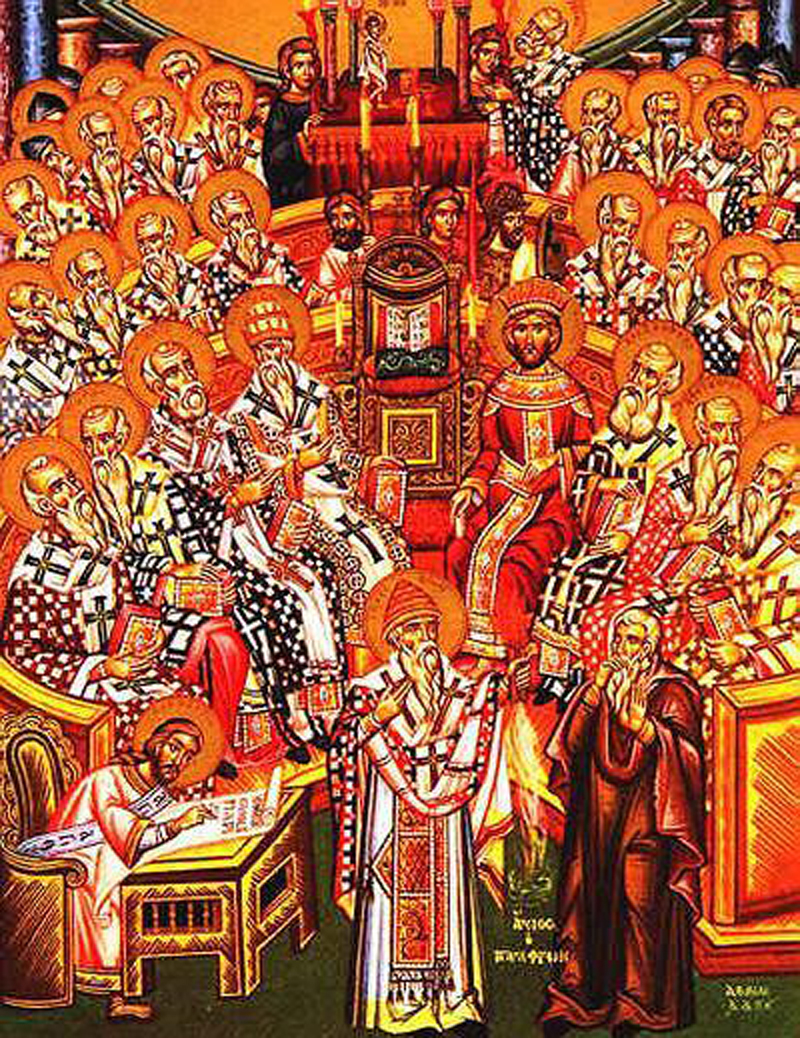
Icono ortodoxo que representa el Concilio de Nicea I.

Este fue el primer concilio ecuménico de la historia de la Iglesia si no se tiene en cuenta como concilio el llamado concilio de Jerusalén del siglo I, que había reunido a Pablo de Tarso y sus colaboradores más allegados con los apóstoles de Jerusalén encabezados por Pedro y Santiago el Justo.
Constantino invitó a unos 1800 obispos cuyas sedes estaban dentro del Imperio romano (cerca de 1000 en el Oriente y 800 en la parte occidental del Imperio), pero solo un pequeño y desconocido número de ellos asistió. Tres obispos que estuvieron en el concilio dejaron estimaciones distintas: Eusebio de Cesarea contó más de 250, Atanasio de Alejandría contó 318 y Eustacio de Antioquía los estimó en cerca de 270. Posteriormente, Sócrates de Constantinopla registró más de 300, y Evagrio de Antioquía, Hilario de Poitiers, Jerónimo, Dionisio el Exiguo, y Rufino de Aquilea registraron 318. Este número es preservado en las liturgias de las Iglesias ortodoxas y de la Iglesia ortodoxa copta.
La mayoría de los obispos eran orientales, si bien participaron también dos representantes del papa Silvestre I. También estuvo presente Arrio y algunos pocos defensores de sus posiciones teológicas. La posición contraria a Arrio fue defendida, entre otros, por Alejandro de Alejandría y su joven colaborador, Atanasio de Alejandría.
Para llegar a Nicea —y retornar luego a su sede— se dio a cada obispo libre y gratuita circulación y alojamiento. Cada uno recibió permiso de concurrir con dos sacerdotes y tres diáconos.
Los obispos orientales formaban la gran mayoría; entre ellos estaban Macario I de Jerusalén y muchos de los padres congregados, por ejemplo, Pafnucio de Tebaida, Potamon de Heraclea, Pablo de Neocaesarea, Eusebio de Nicomedia, Eusebio de Cesarea, Aristakes de Armenia, Leoncio de Cesarea, Jacobo de Nísibe, Hipacio de Gangra, Protogenes de Sárdica, Melicio de Sebastopolis, Aquilo de Larisa y Espiridón de Tremitunte. Desde fuera del Imperio romano asistieron: Juan de Persia e India, el obispo godo Teófilo y Stratophilus de Pitsunda de Georgia.
Desde la parte occidental del Imperio romano asistieron al menos 5: Marcos de Calabria, Caecilianus de Cartago, Osio de Córdoba, Nicasio de Dijón y Domnus de Estridón.
Entre los partidarios iniciales de Arrio estaban Segundg de Ptolemais, Theong de Marmarica, Zphyrio, Dathes, Eusebio de Nicomedia, Paulino de Tiro, Actio de Lydda, Menophanto de Éfeso y Theognis de Nicea.
Constantino estuvo presente durante los debates y escuchó atentamente los argumentos, pero no podía votar y en su papel de emperador le tocaba ratificar las decisiones del clero, ya fueran en favor de los trinitarios o arrianos.

## Resoluciones

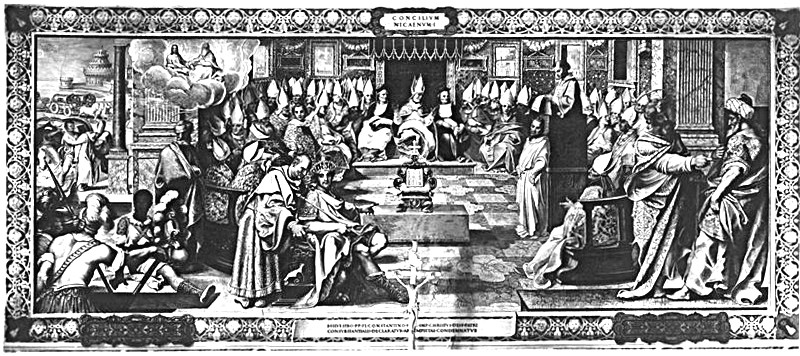
Fresco de la Capilla Sixtina que representa el Concilio de Nicea I.

A pesar de su simpatía por Arrio, Eusebio de Cesarea se adhirió a las decisiones del concilio, aceptando todo el credo. El número inicial de obispos que apoyaban a Arrio era pequeño. Después de un mes de discusión, el 19 de junio, solamente quedaban dos: Theonas de Marmárica en Libia y Segundo de Ptolemais. Maris de Calcedonia, que inicialmente apoyó el arrianismo, aceptó el credo completo. Del mismo modo que Eusebio de Nicomedia, Theognis de Niza también estuvo de acuerdo, excepto por ciertas afirmaciones. El concilio se pronunció entonces contra los arrianos por abrumadora mayoría, pues solo Theonas y Segundo rechazaron firmar el símbolo niceno y fueron —junto con Arrio— desterrados a Iliria y excomulgados.
Otro resultado del concilio fue un acuerdo sobre cuándo celebrar la Pascua, la fiesta más importante del calendario eclesiástico, decretada en una epístola a la Iglesia de Alejandría en la que se afirma simplemente:

También os enviamos las buenas nuevas del arreglo concerniente a la santa Pascua, es decir, que en respuesta a vuestras oraciones esta pregunta también ha sido resuelta. Todos los hermanos del Oriente que han seguido hasta ahora la práctica judía observarán desde ahora la costumbre de los romanos y de vosotros mismos y de todos los que desde la antigüedad hemos celebrado la Pascua con vosotros.

La supresión del cisma meleciano fue otra cuestión importante que se presentó ante el concilio de Nicea. Se resolvió que Melecio de Licópolis permaneciera en su propia ciudad de Licópolis en Egipto, pero sin ejercer la autoridad o el poder para ordenar nuevo clero. Se le prohibió entrar en los alrededores de la ciudad o entrar en otra diócesis con el propósito de ordenar. Melecio conservó su título episcopal, pero los eclesiásticos ordenados por él debían recibir nuevamente la imposición de manos, ya que sus ordenaciones fueron consideradas como inválidas. Los melecianos se unieron a los arrianos y causaron más disensiones hasta que se extinguieron a mediados del siglo V.
Entre otras decisiones, se procedió a organizar jerárquicamente la Iglesia en regiones y diócesis, guardando la superioridad de las sedes de Roma, Alejandría y Antioquía, cuyos titulares recibieron el nombre de obispos metropolitanos o arzobispos junto con el de Jerusalén.

### Cánones
El concilio promulgó veinte nuevas leyes de la Iglesia, llamadas "cánones" (aunque el número exacto está sujeto a debate), es decir, reglas de disciplina inmutables:
- Canon 1: Sobre la admisión, apoyo o la expulsión de clérigos castrados por elección o por violencia (prohibición de la autocastración).
- Canon 2: Reglas que deben observarse para la ordenación de catecúmenos conversos evitando la prisa excesiva, y la deposición de los culpables de una falta grave.
- Canon 3: Prohibición a todos los miembros del clero de morar con cualquier mujer, excepto una madre, hermana o tía.
- Canon 4: Respecto de las elecciones episcopales la ordenación de un obispo debe realizarse por todos los obispos de la provincia, pero en caso de urgencia por al menos tres obispos. La confirmación debe ser por el obispo metropolitano.
- Canon 5: Respecto a la excomunión.
- Canon 6: Prevalecimiento de las antiguas costumbres de la jurisdicción del obispo de Alejandría en Egipto, Libia y Pentápolis, lo mismo que las del obispo de Roma, el de Antioquía y los de las demás provincias. No se deben nombrar obispos sin el consentimiento del metropolitano.
- Canon 7: Confirmación del derecho de los obispos de Jerusalén a disfrutar de ciertos honores, reconociéndole el segundo lugar en su provincia después del de Cesarea.
- Canon 8: Respecto a la readmisión de novacianos.
- Canon 9: Quienquiera que sea ordenado sin examen, será depuesto si se descubre después que había sido culpable.
- Canon 10: Los lapsis que han sido ordenados a sabiendas o subrepticiamente deben ser excluidos tan pronto como se conozca su irregularidad.
- Canon 11: Penitencia a imponer a los apóstatas de la persecución de Licinio.
- Canon 12: Penitencia que se impondrá a aquellos que apoyaron a Licinio en su guerra contra los cristianos.
- Canon 13: Indulgencia a conceder a las personas excomulgadas en peligro de muerte.
- Canon 14: Penitencia a los catecúmenos que apostataron bajo persecución.
- Canon 15: Los obispos, sacerdotes y diáconos no deben pasar de una Iglesia a otra y deben ser devueltos si lo intentan.
- Canon 16: A todos los clérigos se les prohíbe salir de su iglesia. Prohibición formal para los obispos de ordenar para su diócesis a un clérigo perteneciente a otra diócesis.
- Canon 17: A los clérigos se les prohíbe prestar a interés.
- Canon 18: Recuerda a los diáconos su posición subordinada con respecto a los sacerdotes. No administrarán la Eucaristía a presbíteros, ni la tocarán delante de ellos, ni se sentarán entre los presbíteros.
- Canon 19: Los paulianistas (partidarios de Pablo de Samósata) deben ser rebautizados y las diaconisas contadas entre los laicos.
- Canon 20: Los domingos y en Pentecostés todos deben orar de pie y no arrodillados.

## El papel de Constantino en el concilio
Constantino, tras haber derrotado a Licinio y haber restablecido la unidad del Imperio bajo Cristo, se propone restaurar la unidad de la verdadera fe reuniendo un concilio que supondrá, escribe, «la renovación (ananneôsis) del mundo». Constantino esperó ante la puerta todavía cerrada de la iglesia donde iba a celebrarse el concilio y le pidió a los obispos, «mis muy queridos hermanos», que le permitieran participar exponiéndoles sus motivos (según Paul Veyne, muestra el convencimiento de haber cambiado la suerte de la humanidad):

Desde ese momento en que esos dos seres, creados en origen, no observaron el Decreto (protagma) santo y divino tan escrupulosamente como habría convenido, la (mala) hierba (de la ignorancia de Dios) que acabo de mencionar nació; se ha mantenido, se ha multiplicado desde que la pareja que he mencionado fue expulsada por orden de Dios. [...] Pero el Decreto (divino) también comporta, santa e inmortal, la infatigable conmiseración de Dios todopoderoso. En efecto, mientras que a lo largo de todos los años, de todos los días pasados, masas innumerables de pueblos habían sido reducidas a la esclavitud, Dios los liberó de ese fardo a través de mí, su servidor, y los llevará al resplandor completo de la luz eterna. Ésa es la razón, mis muy queridos hermanos, por la que creo (pepoitha), con una confianza muy pura (pistis) en Dios, ser desde ahora distinguido (episêmoteros, en comparativo) por una decisión especial (oikeiotera, también en comparativo) de la Providencia y por los favores clamorosos de nuestro Dios eterno.

La visión que presenta Eusebio de Cesarea en su obra Vida de Constantino es la del emperador participando e influyendo activamente en el desarrollo del concilio, y poniendo orden ante las disensiones que iban apareciendo en la asamblea. Sin embargo, el autor J. M. Sansterre, en su obra Eusebio de Cesarea y el nacimiento de la teoría cesaropapista, ha cuestionado esta posición, señalando que la actuación de Constantino fue respetuosa de los temas que eran de estricta competencia de los padres conciliares. Esto se ve reforzado por los artículos de la Enciclopedia Católica, que sostiene que Constantino I nunca pudo influir sobre los temas teologales, ya que su formación a este respecto era prácticamente nula. Por el contrario, sostiene la misma fuente, Constantino I se encargó de dar el marco físico y político al concilio, con el fin de evitar que los disensos dogmáticos (herejías) pudiesen desembocar de hecho en una fractura política del Imperio.
El emperador, a modo de presidente honorario del concilio, pronunció un discurso de bienvenida a los asistentes tras el cual dio la palabra a quienes lo presidieron. Gelasio nos ha transmitido la sorpresa de Constantino porque los obispos no llegasen a un acuerdo en cuestiones de fe y propuso que lo resolvieran acudiendo a «los testimonios de los escritos divinamente inspirados». Posteriormente declaró que todo el que se negara a endosar el credo sería exiliado. Ordenó además que las obras de Arrio fueran confiscadas y quemadas, mientras que sus partidarios fueron considerados como "enemigos del cristianismo". Sin embargo, la controversia continuó en varias partes del imperio.

## Consecuencias
Después de Nicea los debates sobre la controversia cristológica siguieron por décadas y el propio Constantino I y sus sucesores fueron alternando su apoyo entre los arrianos y los partidarios de las resoluciones de Nicea. Finalmente, el emperador Teodosio estableció el credo del concilio de Nicea como la norma para su dominio y convocó el Concilio de Constantinopla en 381 para aclarar la fórmula. Aquel concilio acordó que el Espíritu Santo era consustancial (de la misma sustancia) con Dios Padre y Dios Hijo y empezó a perfilarse la doctrina trinitaria.
Los únicos libros declarados heréticos por el concilio de Nicea fueron los escritos doctrinales arrianos, cuyos ejemplares fueron quemados tras el concilio. El emperador decretó pena capital para quien conservara dichos libros, pero no existe constancia de que se produjeran gran cantidad de muertes por ello. El propio Constantino suavizó sus órdenes solo tres meses después del concilio y acabó incluso simpatizando con los arrianos y atacando a los obispos nicenos. Arrio fue excomulgado por la Iglesia y exiliado por el emperador, pero no ejecutado, y años más tarde sería readmitido según las presiones que recibía el emperador. Tras su muerte, Arrio fue anatemizado de nuevo y declarado hereje otra vez en el Primer Concilio de Constantinopla de 381.
Los regímenes políticos sucesivos vacilarían entre apoyar el arrianismo y el cristianismo niceno, lo que contribuiría a que el debate se prolongara durante varias décadas. Sin embargo, ciertos teólogos ganarían influencia en oriente reduciendo el arrianismo, que se mantuvo entre los pueblos germánicos propagado por el obispo Ufilias en el siglo IV, quienes lo trajeron de vuelta al invadir el sur de Europa hasta que el rey visigodo Recaredo se convirtió al catolicismo en el siglo VI, siendo el rey lombardo Grimoaldo de Lombardía el último rey arriano en Europa, aún en el siglo VII. Entre los exponentes más ilustres de la fe trinitaria (después del concilio de Nicea) se encuentran: San Atanasio, San Basilio Magno, San Gregorio el teólogo, San Gregorio de Nisa, San Ambrosio y San Hilario de Poitiers. 